# Weatherford (Oklahoma)
Weatherford è un comune degli Stati Uniti d'America, situato in Oklahoma, nella contea di Custer.